# 马莉
马莉（1969年3月3日—），中国前足球运动员，曾效力中国国家女子足球队。

## 国际生涯
在1991年国际足联女子世界杯上，作为中后卫的马莉在中国队全部四场比赛打满80分钟。作为东道主的中国队打到半决赛直至0-1输给瑞典队。马莉在揭幕战的第22分钟打入国际足联女子世界杯首球，中国最终在1991年11月16日战胜后来进入决赛的挪威队。她头球将吴伟英的任意球从右翼顶入球门，越过挪威守门员蕾敦·塞特。

## 国际入球
| 序号 | 日期           | 场馆               | 对手 | 进球 | 赛果 | 赛事                     |
| ---- | -------------- | ------------------ | ---- | ---- | ---- | ------------------------ |
| 1.   | 1991年11月16日 | 中国广州天河体育场 | 挪威 | 1–0  | 4–0  | 1991年国际足联女子世界杯 |

## 个人生活
马莉后来移民到巴西，大约2016年4月在那里成为一个女商人。